# Station Kobierzyce
Station Kobierzyce is een spoorwegstation in de Poolse plaats Kobierzyce.